# Litobrochia pulchra
Litobrochia pulchra là một loài thực vật có mạch trong họ Pteridaceae. Loài này được (Schltdl. & Cham.) C. Presl mô tả khoa học đầu tiên năm 1836.